# 2011年2月

## 2月1日
- 约旦国王阿卜杜拉二世接受首相萨米尔·里法伊递交的辞呈，并授权前首相马鲁夫·巴希特组建新政府。新华网（页面存档备份，存于）
- 埃及总统穆罕默德·胡斯尼·穆巴拉克宣布在本届总统任期结束后不再谋求连任。凤凰网（页面存档备份，存于）

## 2月2日
- 五级氣旋雅思在澳大利亚昆士兰州登陆，飓风中心风速达300公里/小时。BBC中文网（页面存档备份，存于）
- 美国国家航空航天局宣布利用开普勒太空望远镜总共发现超过1200个系外行星的候选天体，其中54个位于宜居带中，可能适宜生命生存。南方网（页面存档备份，存于）
- 也门总统阿里·阿卜杜拉·萨利赫在国内民众反政府示威的压力下宣布在2013年本届总统任期结束后不再谋求连任。BBC中文网

## 2月3日
- 尼泊尔共产党（联合马列）主席贾拉·纳特·卡纳尔当选尼泊尔新一任总理。新华网（页面存档备份，存于）
- 互联网编号分配机构将最后剩余的IPv4地址平均分配给全球五大地区性互联网注册管理机构。凤凰网（页面存档备份，存于）

## 2月4日
- 缅甸联邦议会全体会议选举现任总理、联邦巩固与发展党主席吴登盛为缅甸联邦共和国总统。新华网（页面存档备份，存于）

## 2月5日
- 在西奈半岛北部天然气输送管道大爆炸后，埃及已经停止向以色列、约旦和叙利亚输送天然气。BBC中文网（页面存档备份，存于）
- 4日下午和5日早上，柬埔寨和泰国两国军队在柏威夏寺附近有争议地区发生两次武装冲突，造成至少4人死亡、18人受伤。柬埔寨和泰国两国高级指挥官5日就两国军队发生武装冲突举行会谈。会谈后双方表示已就避免再次发生武装冲突达成一致。新华网（页面存档备份，存于）凤凰网（页面存档备份，存于）

## 2月6日
- 比利时男子恩格尔斯（Stefaan Engels）在一年内完成第365次马拉松，创下世界纪录。BBC中文网（页面存档备份，存于）
- 绿湾包装工队在美国阿灵顿举行的国家橄榄球联盟第45届超级碗总决赛中击败匹兹堡钢人队获得冠军。联合早报
- 日本相扑协会因受相扑假赛丑闻的影响，决定取消原定3月在大阪府举行的大相扑春季赛事，这是日本相扑界65年以来首次取消赛事。联合早报

## 2月7日
- 美国国家航空航天局一对太阳观测卫星日地关系天文台运动到了太阳两侧相反的位置上，首次从前后两面拍摄下了完整的太阳立体图。新华网（页面存档备份，存于）

## 2月10日
- 对华援助协会曝光盲人律师陈光诚出狱后一直遭软禁的视频。RFI

## 2月11日
- 埃及副總統蘇萊曼透過電視宣布，統治埃及長達三十年的總統穆罕默德·胡斯尼·穆巴拉克在持續十八日的反政府抗爭後宣佈辭職，把權力移交軍方。今日美國報（页面存档备份，存于） AlJazeera（页面存档备份，存于）
- 全球最大手机厂商诺基亚公司和软件巨头微软公司共同宣布，双方将结成广泛的战略合作伙伴关系。这是双方迄今为止级别最高规模最大的一次战略合作。新华网（页面存档备份，存于）
- 苏丹南方人民军宣布，南方自治政府军队人民军过去一周来在与叛军的冲突中已造成180多人死伤。人民网（页面存档备份，存于）

## 2月12日
- 阿尔及利亚反对派在首都阿尔及尔发起大规模反政府游行，要求总统阿卜杜勒-阿齐兹·布特弗利卡辞职。凤凰网（页面存档备份，存于）
- 因涉嫌巴基斯坦前总理贝·布托遇刺案，巴基斯坦一家法院签发逮捕证，批准逮捕巴前总统穆沙拉夫。新华网（页面存档备份，存于）
- 约5000名也门民众在首都萨那举行针对政府的示威游行。新华网（页面存档备份，存于）

## 2月13日
- 英国导演汤姆·霍伯执导的电影《国王的演讲》获得在英国伦敦举行的第64届英国电影学院奖颁奖典礼上赢得包括最佳影片在内的7个奖项。BBC中文网（页面存档备份，存于）
- 美国组合战前女神在洛杉矶斯台普斯中心举行的第53届格莱美颁奖典礼上获得包括年度歌曲、年度唱片在内的5个奖项，加拿大乐队拱廊之火则获得最佳专辑奖。新华网（页面存档备份，存于）

## 2月14日
- 厄瓜多尔一家法院裁定，美国雪佛龙公司需赔付约95亿美元，清理和赔偿该公司兼并的德士古公司对厄瓜多尔境内亚马孙雨林造成的环境破坏。新华网（页面存档备份，存于）
- 美国航空航天局星尘号探测器飞掠过坦普尔1号彗星，拍摄下深度撞击号探测器在2005年留下的撞击坑。新华网 Archive.today的存檔，存档日期2013-04-28

## 2月15日
- 纽约泛欧交易所和德意志证券交易所宣布，双方已就业务合并事宜达成最终协议，将联合组成全球最大的交易所运营商。新华网（页面存档备份，存于）
- 意大利米兰地方法院裁定，意大利总理西尔维奥·贝卢斯科尼将因涉嫌与未成年人进行性交易而在4月6日出庭受审。新华网 Archive.today的存檔，存档日期2013-04-28

## 2月16日
- IBM公司开发的人工智能程序沃森在美国电视智力竞赛节目《危险边缘》中战胜两位该节目历史上最出色的人类选手。新华网 Archive.today的存檔，存档日期2013-04-28

## 2月17日
- 巴林警方凌晨开始对反政府示威者活动的主要地点麦纳麦珍珠广场采取强制清场行动，目前已控制了广场，并禁止任何人员进入。两名示威者在与警方的冲突中被打死，数十人受伤。新华网（页面存档备份，存于）
- 利比亚反对派团体将当天称为“愤怒日”，东部城市白城当天发生大规模示威游行并引发冲突。新华网（页面存档备份，存于）

## 2月18日
- 移动通信世界大会在巴塞罗那落幕。新华网（页面存档备份，存于）

## 2月19日
- 利比亚和巴林两国政府武力镇压反政府示威活动，造成数十人死亡。环球华网
- 二十国集团财长和央行行长会议于18至19日在巴黎举行。新华网 Archive.today的存檔，存档日期2013-04-28
- 伊朗影片《内达与西敏：一次别离》在第61届柏林电影节一举夺得最佳影片金熊奖和最佳男、女演员两个银熊奖。BBC中文网（页面存档备份，存于）

## 2月20日
- 有人在網上發動當日於中國各大城市發起「中國茉莉花革命」活動，各大城市參與者被警方驅離。多名異議人士被限制活動自由。BBC中文網（页面存档备份，存于）

## 2月22日
- 新西蘭基督城發生里氏6.3級地震，至少65人死亡，當日估計另有約200人被埋。BBC中文網（页面存档备份，存于）
- 科索沃议会投票选出贝赫杰特·帕乔利为新一届总统，现任总理哈希姆·萨奇则获连任总理。新华网 Archive.today的存檔，存档日期2012-07-13
- 阿尔及利亚总统阿卜杜勒-阿齐兹·布特弗利卡下令取消该国已实行长达19年的紧急状态法令，以满足在国内举行抗议活动的反对派的要求。搜狐（页面存档备份，存于）
- 对于油价的剧烈波动，约90个国家的代表在沙烏地阿拉伯首都利雅得举行的国际能源论坛展开磋商讨论。新华网（页面存档备份，存于）

## 2月24日
- 美国航空航天局发现号航天飞机从佛罗里达州肯尼迪航天中心发射升空，前往国际空间站，这将是其最后一次执行飞行任务。新华网（页面存档备份，存于）

## 2月26日
- 埃及军方就殴打示威者表示道歉。埃及安全部门官员和目击者表示，为了驱散聚集在开罗塔利尔广场上的示威人群，埃及武装警察曾包围了示威人群，并用警棍和泰瑟枪对其进行殴打。法新社/环球网（页面存档备份，存于）
- 俄罗斯格洛纳斯卫星导航系统的首颗格洛纳斯-K导航卫星在普列谢茨克航天发射场由联盟-2.1B运载火箭搭载升空。新华网（页面存档备份，存于）
- 联合国安理会通过决议，决定对利比亚实施武器禁运，并将把利比亚当局在近日武力镇压示威民众的行为提交国际刑事法院裁决。凤凰网（页面存档备份，存于）
- 恩达·肯尼率领的爱尔兰统一党在25日举行的爱尔兰众议院选举中击败执政的爱尔兰共和党，成为众议院第一大党。新华网

## 2月27日
- 由英国导演汤姆·霍伯执导的电影《国王的演讲》在美国好莱坞柯达剧院举行的第83届奥斯卡金像奖颁奖礼上获得最佳影片、最佳导演等四个奖项。新浪网（页面存档备份，存于）凤凰网（页面存档备份，存于）
- 突尼斯代总统福阿德·迈巴扎任命贝吉·凯德·埃塞卜西为突尼斯总理，以取代因茉莉花革命而辞职的穆罕默德·加努希。新华网 Archive.today的存檔，存档日期2013-04-28